# Chrysagria
Chrysagria is een vliegengeslacht uit de familie van de dambordvliegen (Sarcophagidae).

## Soorten
- C. duodecimpunctata Townsend, 1935